# Bryan Anastatia
Bryan Anastatia (14 luglio 1992) è un calciatore olandese, difensore dello Jong Holland.

## Carriera

### Nazionale
Ha debuttato con la Nazionale delle Antille Olandesi il 13 ottobre 2010, in Suriname-Antille Olandesi (2-1). Ha messo a segno la sua prima rete in Nazionale il 17 ottobre 2010, in Santa Lucia-Antille Olandesi (2-2), in cui ha siglato la rete del definitivo 2-2, trasformando un calcio di rigore. Ha collezionato in totale 5 presenze e una rete con la maglia delle Antille Olandesi. Ha debuttato con la Nazionale di Curaçao (che ha sostituito quella delle Antille Olandesi dopo il loro scioglimento) il 19 agosto 2011, nell'amichevole Repubblica Dominicana-Curaçao (1-0). Ha collezionato, con la nazionale di Curaçao, sette presenze tra il 2011 e il 2022.

## Statistiche

### Cronologia presenze e reti in nazionale
| Cronologia completa delle presenze e delle reti in nazionale ― Curaçao | Cronologia completa delle presenze e delle reti in nazionale ― Curaçao | Cronologia completa delle presenze e delle reti in nazionale ― Curaçao | Cronologia completa delle presenze e delle reti in nazionale ― Curaçao | Cronologia completa delle presenze e delle reti in nazionale ― Curaçao | Cronologia completa delle presenze e delle reti in nazionale ― Curaçao | Cronologia completa delle presenze e delle reti in nazionale ― Curaçao | Cronologia completa delle presenze e delle reti in nazionale ― Curaçao |
| Data                                                                   | Città                                                                  | In casa                                                                | Risultato                                                              | Ospiti                                                                 | Competizione                                                           | Reti                                                                   | Note                                                                   |
| ---------------------------------------------------------------------- | ---------------------------------------------------------------------- | ---------------------------------------------------------------------- | ---------------------------------------------------------------------- | ---------------------------------------------------------------------- | ---------------------------------------------------------------------- | ---------------------------------------------------------------------- | ---------------------------------------------------------------------- |
| 20-8-2011                                                              | San Cristóbal                                                          | Rep. Dominicana                                                        | 1 – 0                                                                  | Curaçao                                                                | Amichevole                                                             | -                                                                      |                                                                        |
| 21-8-2011                                                              | San Cristóbal                                                          | Rep. Dominicana                                                        | 1 – 0                                                                  | Curaçao                                                                | Amichevole                                                             | -                                                                      |                                                                        |
| 3-9-2011                                                               | All Saints                                                             | Antigua e Barbuda                                                      | 5 – 2                                                                  | Curaçao                                                                | Qual. Mondiali 2014                                                    | -                                                                      | 34’ 46’                                                                |
| 2-10-2021                                                              | Willemstad                                                             | Curaçao                                                                | 7 – 1                                                                  | Aruba                                                                  | Amichevole                                                             | -                                                                      |                                                                        |
| 3-10-2021                                                              | Willemstad                                                             | Bonaire                                                                | 0 – 1                                                                  | Curaçao                                                                | Amichevole                                                             | -                                                                      |                                                                        |
| 25-11-2022                                                             | Willemstad                                                             | Curaçao                                                                | 2 – 2                                                                  | Aruba                                                                  | Amichevole                                                             | -                                                                      | cap.                                                                   |
| 27-11-2022                                                             | Willemstad                                                             | Curaçao                                                                | 2 – 2                                                                  | Suriname                                                               | Amichevole                                                             | -                                                                      | cap.                                                                   |
| Totale                                                                 |                                                                        | Presenze                                                               | 7                                                                      |                                                                        | Reti                                                                   | 0                                                                      |                                                                        |